# Speonomus pierrei
Speonomus pierrei es una especie de escarabajo del género Speonomus, familia Leiodidae. Fue descrita por René Jeannel en 1947. Se encuentra en Francia.